# Cantonul Maubeuge-Sud
Cantonul Maubeuge-Sud este un canton din arondismentul Avesnes-sur-Helpe, departamentul Nord, regiunea Nord-Pas-de-Calais, Franța.

## Comune
- Boussois
- Cerfontaine
- Colleret
- Damousies
- Ferrière-la-Grande
- Ferrière-la-Petite
- Louvroil
- Maubeuge (Mabuse) (parțial, reședință)
- Obrechies
- Quiévelon
- Recquignies
- Rousies
- Wattignies-la-Victoire